# فیات ۱۴۷

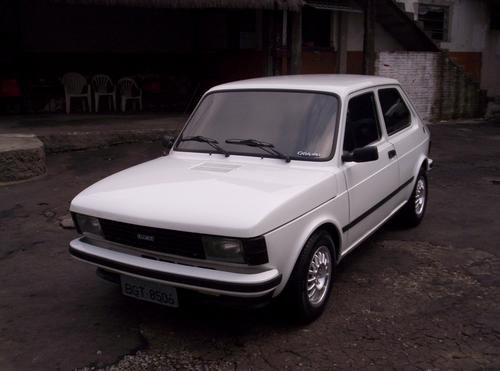

فیات ۱۴۷ (Fiat 147) خودرویی است که در سال‌های Brazil: ۱۹۷۶ تا ۱۹۸۶Argentina: ۱۹۸۲-۱۹۹۶
Colombia: ۱۹۷۹-۱۹۸۴در برزیل، آرژانتین، بوگوتا و کلمبیا تولید شده‌است.
این خودرو در کلاس خودرو کامپکت قرار گرفته، طراحی آن خودروهای موتور جلو-محور جلو بوده است.